# 젤림한 아바카로브
젤림한 아바카로브(알바니아어: Zelimkhan Abakarov, 1993년 7월 14일~) 또는 젤림한 아르세노비치 아바카로프(러시아어: Зелимхан Арсенович Абакаров)는 러시아 출신 알바니아의 레슬링 선수이다. 러시아 국가대표로 활동하다가 2021년 알바니아로 귀화했으며 2024년 하계 올림픽 남자 자유형 밴텀급에 참가했다. 또한 세계 선수권 대회에서 금메달 1개, 동메달 1개, 유럽 선수권 대회에서 은메달 2개, 동메달 1개를 획득했다.